# Михаловце
Михаловце (уст. Михайловцы; словац. Michalovce, укр. Михайлівці, нем. Großmichel, венг. Nagymihály) — небольшой город на востоке Словакии на территории Восточнословацкой низменности. Население — около 39 тыс. человек.

## История

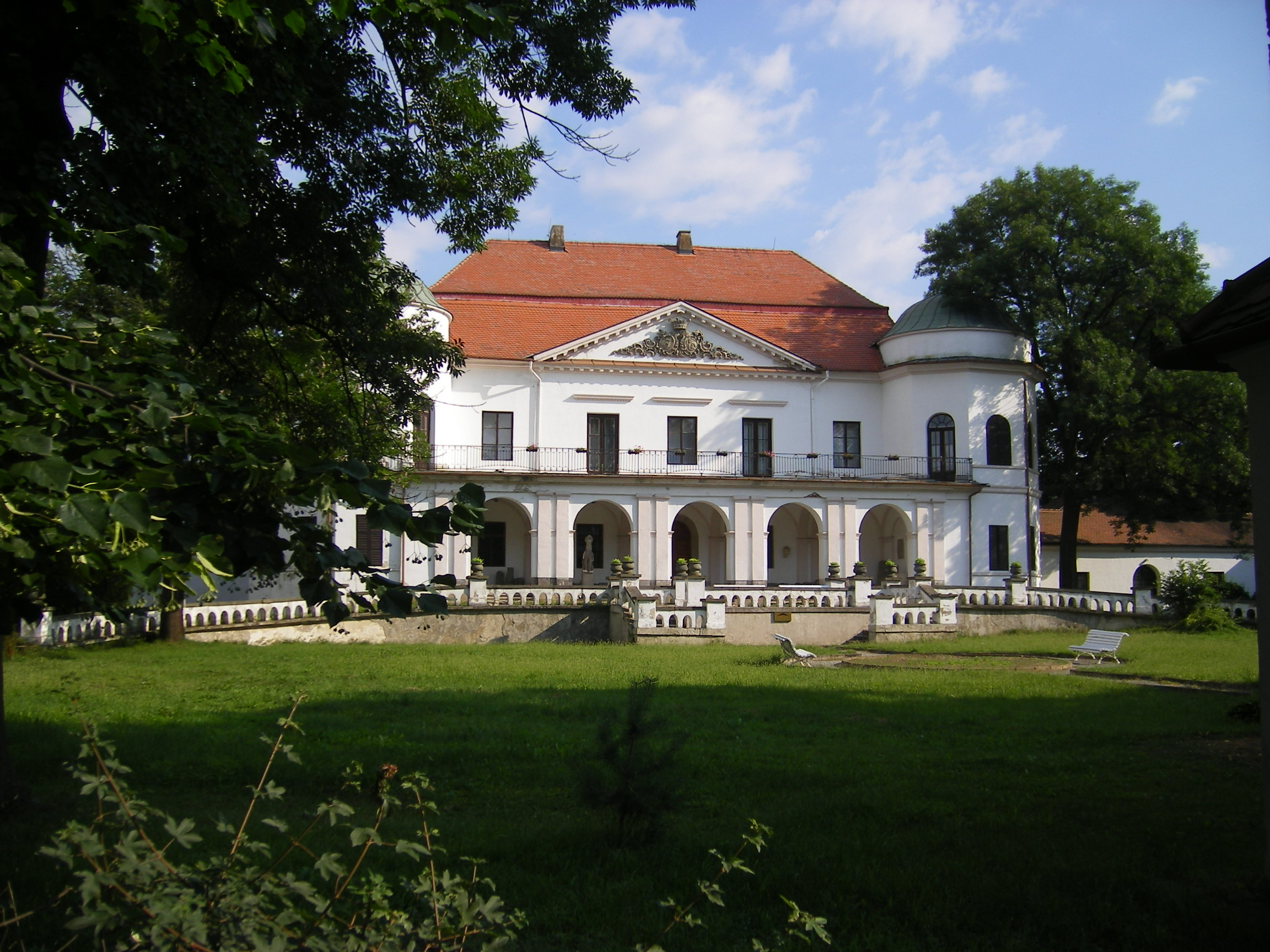
Замок

По легенде предшественником Михаловец был легендарный городок Свиржава на берегу одноимённой реки, где венгры убили князя Лаборца.
В IX веке территория Земплинского края входила в состав Великой Моравии, с этих времён сохранились остатки дороманской ротонды. В XIII веке территория Зепмлена вошла в состав Венгерского королевства. Первое упоминание о Михаловцах происходит с 1244 года как о поселении Михаль. В 1867 году Михаловцам был присвоен статус города и они стали районным центром.
Особенностью Михаловец является тот факт, что четверть населения являются православными и униатами.

## Население
| Год:                | 1994   | 2004    | 2014    | 2024     |
| ------------------- | ------ | ------- | ------- | -------- |
| Количество человек: | 40 836 | 39 842  | 39 510  | 35 310   |
| Разница:            |        | −2,43 % | −0,83 % | −10,63 % |

## Достопримечательности
- Дворец (сейчас Земплинский музей)
- Остатки дороманской ротонды
- Готический костёл св. Марии
- Униатская церковь св. Духа

## Спорт
Самым успешным спортивным коллективом города является женская гандбольная команда «Ювента» — трёхкратный чемпион Словакии.